# 武义县
武义县是中华人民共和国浙江省金华市下辖的一个县，唐天授二年（公元691年），析永康西境始置武義縣，隸婺州。傳武則天執政時，新設郡縣均冠以“武”字，因縣東有百義山，故以武義名縣。武義山川秀美，物華天寶。素有“温泉之城、萤石之乡”的美称。区域总面积为1,568.18平方公里。

## 历史
春秋时期属越国，战国后期属楚国。
秦朝至东汉属乌伤县，三国至隋属永康县。
武周天授二年（691年），始设武义县，属婺州。其后婺州改婺州路、宁越府、金华府，武义县属之。
明景泰三年（1452年），析丽水县置宣平县，属处州府。
1958年5月，宣平县大部并入武义县。1958年10月，武义县并入永康县。1961年12月恢复武义县建制。

## 行政区划
武义县下辖3个街道办事处、8个镇、7个乡：
白洋街道、壶山街道、熟溪街道、柳城畲族镇、履坦镇、桐琴镇、泉溪镇、新宅镇、王宅镇、桃溪镇、茭道镇、大田乡、白姆乡、俞源乡、坦洪乡、西联乡、三港乡和大溪口乡。

## 自然环境

### 气候条件
武义属亚热带季风气候，温和湿润，四季分明。

### 地理
武义县南部、西部和北部三面环山。海拔1560.2米的牛头山，为金华市第一高峰。

## 交通

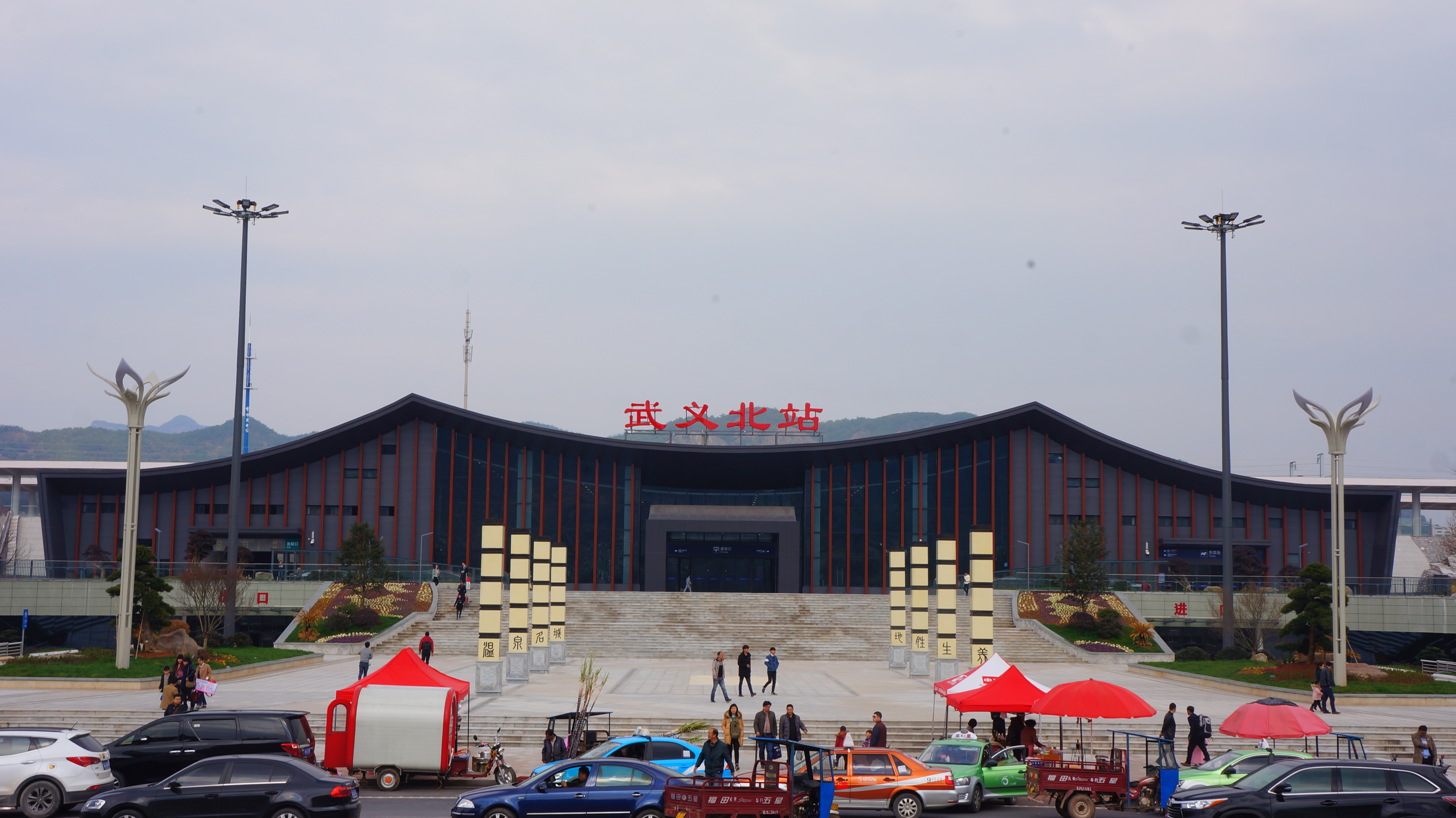
武义北站

- 铁路：金温新双线在境内设武义北站。金温货线在境内设武义站。两个车站均办理客运业务。
- 公路： 长深高速、 235国道、 330国道、44省道穿境而过。
- 航空：武义距义乌机场约45分钟车程，距杭州、上海国际机场约3－4小时车程。

## 经济
经济以工业、农业为主，目前為山稻推廣試驗基地。

## 人口
根據第七次全国人口普查數據，截至2020年11月1日零時，武義縣常住人口為462462人。
2007年年末全县户籍总人口333327人。
居民以汉族为主，土著少数民族有畲族，另外有苗族、布依族、侗族等少数民族。
全县共有316个姓，其中万人以上大姓按人数排列依次为徐、陈、王、朱、李、吴、何、周、张。

## 旅游
- 中国历史文化名村：郭洞村、俞源村
- 全国重点文物保护单位：延福寺、俞源村古建筑群
- 浙江省文物保护单位：吕祖谦墓、发宝象龙塔、熟溪桥、上甘塔红军标语、忠孝堂、岭下汤石祠
- 武义温泉度假区
- 寿仙谷
- 刘秀垄
- 清风寨

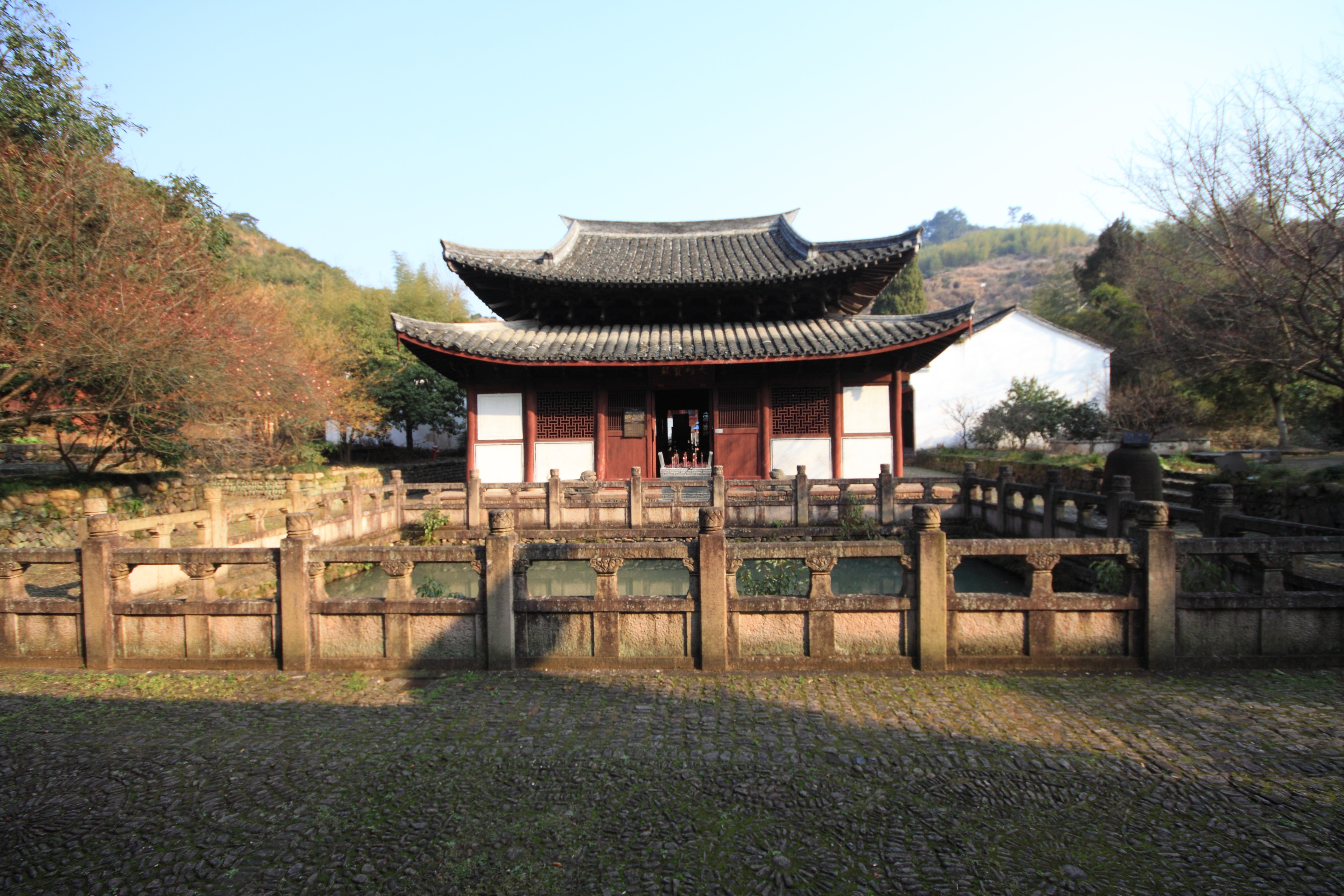
延福寺大殿
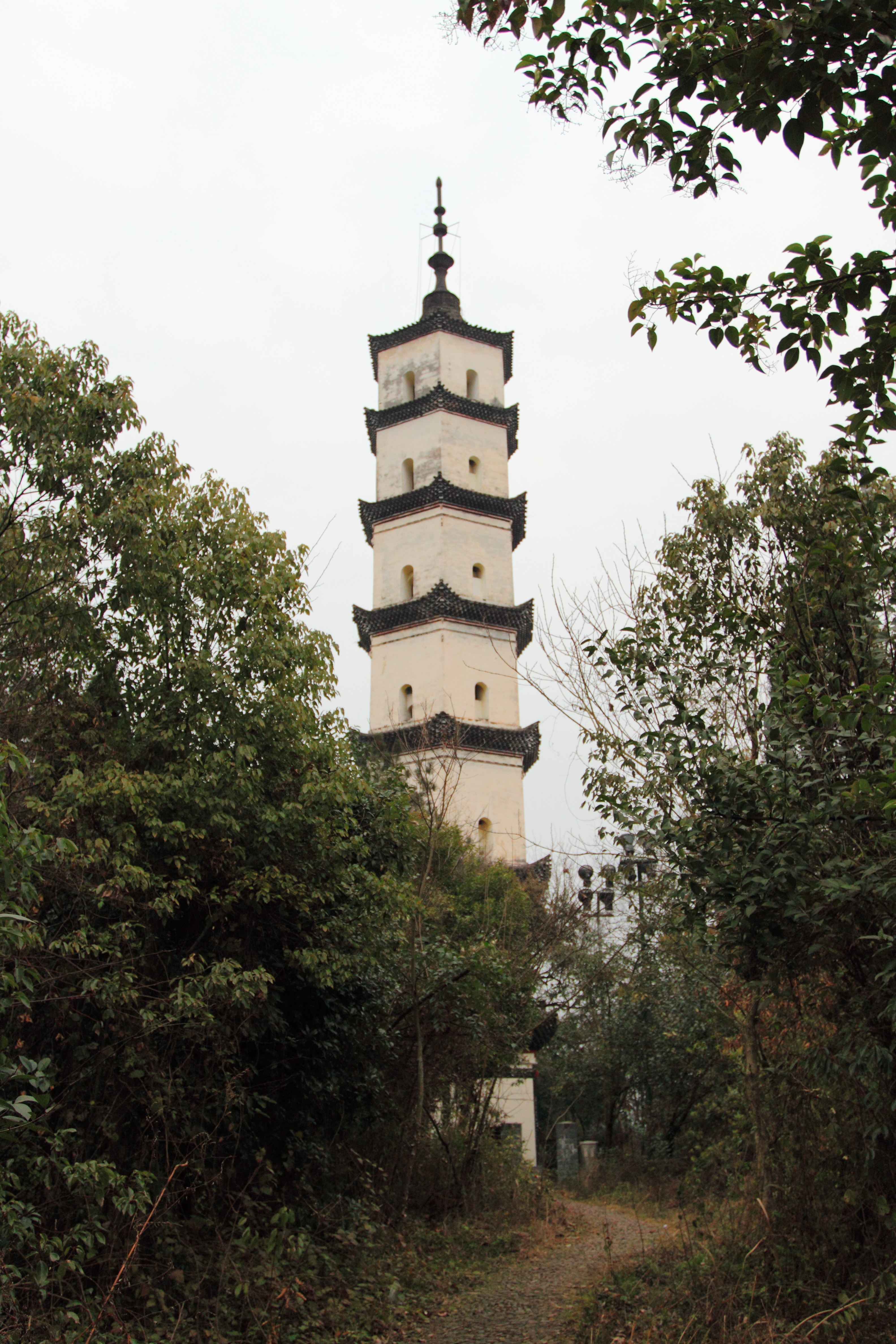
发宝象龙塔
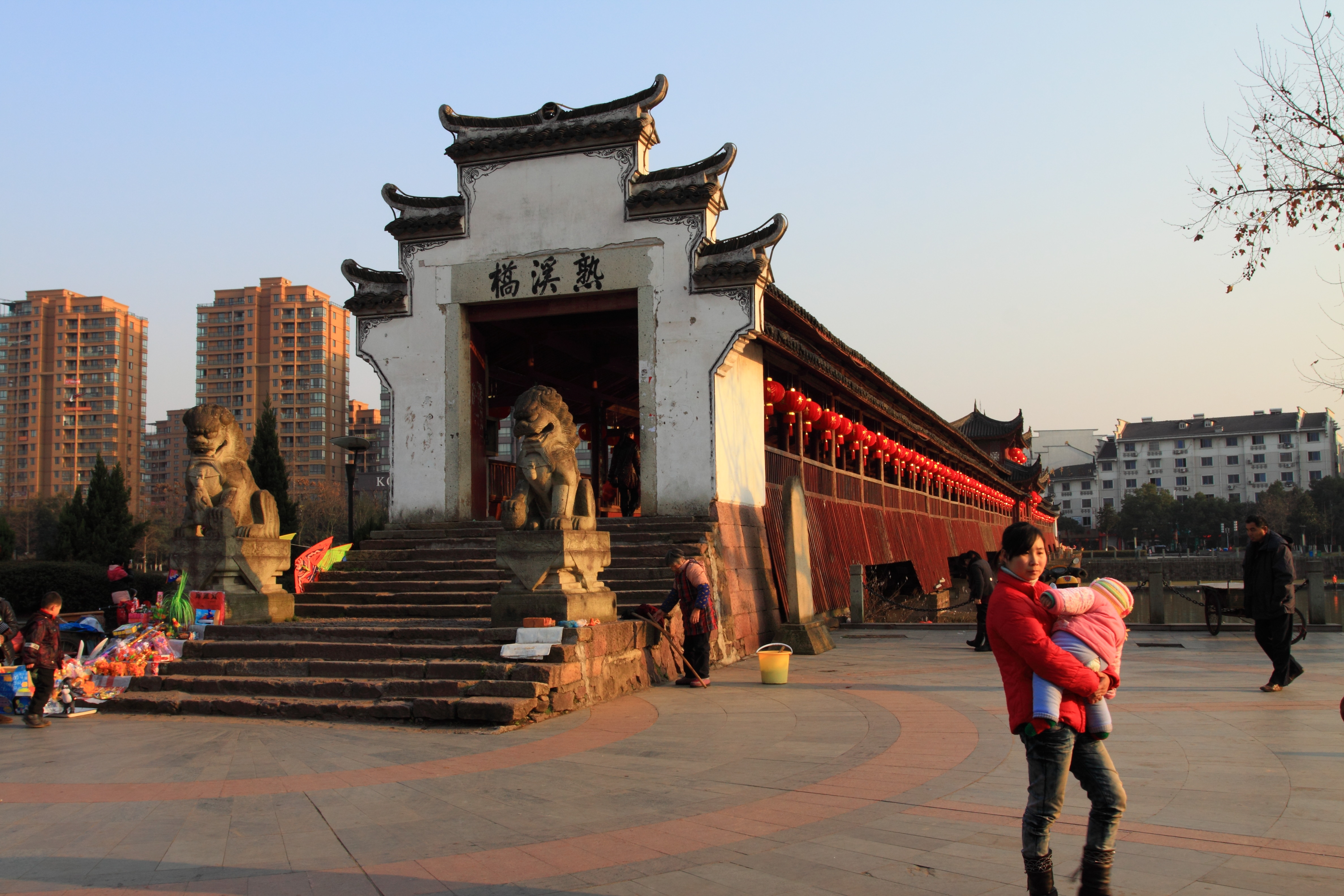
熟溪桥